# 迪耶莫兹
迪耶莫兹（法語：Diémoz，法語發音：[djemoz]）是法国伊泽尔省的一个市镇，属于维埃纳区。

## 地理
迪耶莫兹（45°35'19"N, 5°5'39"E）面积13.72 平方千米，位于法国奥弗涅-罗讷-阿尔卑斯大区伊泽尔省，该省份为法国东南部内陆省份，北起顺时针与安省、萨瓦省、上阿尔卑斯省、德龙省、阿尔代什省、卢瓦尔省和罗讷省。
与迪耶莫兹接壤的市镇（或旧市镇、城区）包括：瓦朗桑、博讷法米耶、埃里约、圣乔治代斯佩朗什。
迪耶莫兹的时区为UTC+01:00、UTC+02:00（夏令时）。

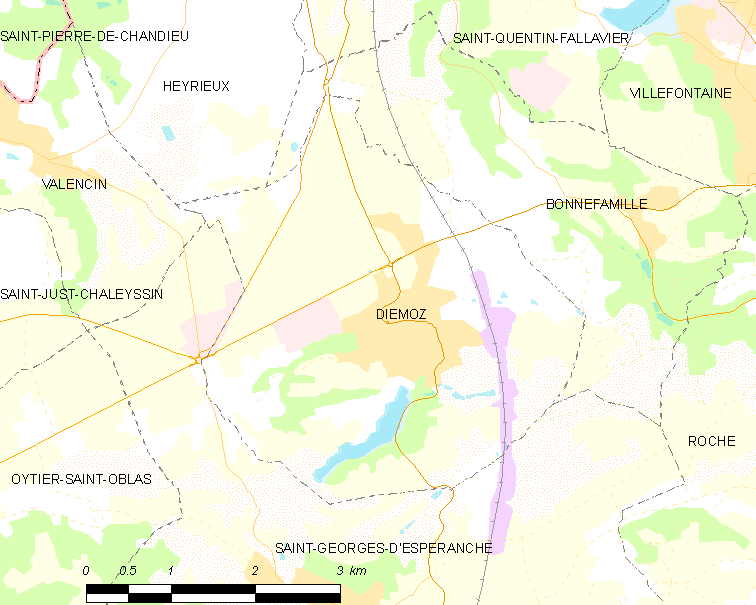
迪耶莫兹的OSM定位图

## 行政
迪耶莫兹的邮政编码为38790，INSEE市镇编码为38144。

## 政治
迪耶莫兹所属的省级选区为拉韦皮耶尔县。

## 人口

1962-2008年间迪耶莫兹人口变化图示

迪耶莫兹于2022年1月1日时的人口数量为2915人。